# Fernando Velázquez
Fernando Velázquez (Getxo, 22 novembre 1976) è un compositore e direttore d'orchestra spagnolo, noto soprattutto per la colonna sonora più volte nominata di The Orphanage, candidata tra l'altro agli European Film Awards e al Premio Goya..
Ha ottenuto una seconda nomination al Premio Goya anche per la seconda pellicola di Juan Antonio Bayona, The Impossible.

## Filmografia

### Cinema
- Agujeros en el cielo, regia di Pedro Mari Santos (2004)
- El síndrome de Svensson, regia di Kepa Sojo (2006)
- The Backwoods - Prigionieri nel bosco (Bosque de sombras), regia di Koldo Serra (2006)
- Savage Grace, regia di Tom Kalin (2007)
- The Orphanage (El Orfanato), regia di Juan Antonio Bayona (2007)
- La zona, regia di Rodrigo Plá (2007)
- Shiver (Eskalofrío), regia di Isidro Ortiz (2008)
- Sexykiller, morirás por ella, regia di Miguel Martí (2008)
- Garbo: El espía, regia di Edmon Roch (2009)
- Spanish Movie, regia di Javier Ruiz Caldera (2009)
- El mal ajeno, regia di Oskar Santos (2010)
- Lope, regia di Andrucha Waddington (2010)
- Con gli occhi dell'assassino (Los ojos de Julia), regia di Guillem Morales (2010)
- Devil, regia di John Erick Dowdle (2010)
- Última sesión, regia di Francesc Paez e Xesca Ribas (2010)
- Cinco metros cuadrados, regia di Max Lemcke (2011)
- Babycall, regia di Pål Sletaune (2011)
- The Impossible, regia di Juan Antonio Bayona (2012)
- Uskyld, regia di Sara Johnsen (2012)
- La madre (Mama), regia di Andrés Muschietti (2013)
- The Last Days (Los últimos días), regia di David Pastor e Àlex Pastor (2013)
- Zip & Zap e il club delle biglie (Zipi y Zape y el club de la canica), regia di Oskar Santos (2013)
- The Adventurer - Il mistero dello scrigno di Mida (The Adventurer: The Curse of the Midas Box), regia di Jonathan Newman (2013)
- Ocho apellidos vascos, regia di Emilio Martínez Lázaro (2014)
- 321 días en Michigan, regia di Enrique García (2014)
- Hercules - Il guerriero (Hercules), regia di Brett Ratner (2014)
- Out of the Dark, regia di Lluís Quílez (2014)
- Colonia, regia di Florian Gallenberger (2015)
- The Propaganda Game, regia di Álvaro Longoria (2015)
- Crimson Peak, regia di Guillermo del Toro (2015)
- PPZ - Pride + Prejudice + Zombies (Pride and Prejudice and Zombies), regia di Burr Steers (2016)
- Guernica: Cronaca di una strage (Gernika), regia di Koldo Serra (2016)
- Zip e Zap - L'isola del capitano (Zipi y Zape y la Isla del Capitán), regia di Oskar Santos (2016)
- Sette minuti dopo la mezzanotte (A Monster Calls), regia di Juan Antonio Bayona (2016)
- Contrattempo (Contratiempo), regia di Oriol Paulo (2016)
- Ozzy - Cucciolo coraggioso (Ozzy), regia di Alberto Rodríguez e Nacho La Casa (2016)
- Il guardiano invisibile (El guardián invisible), regia di Fernando González Molina (2017)
- Deep - Un'avventura in fondo al mare (Deep), regia di Julio Soto Gurpide (2017)
- Submergence, regia di Wim Wenders (2017)
- Marrowbone (El secreto de Marrowbone), regia di Sergio G. Sánchez (2017)
- Thi Mai (Thi Mai, rumbo a Vietnam), regia di Patricia Ferreira (2017)
- Santo calcio (Que baje Dios y lo vea), regia di Curro Velázquez (2017)
- Le leggi della termodinamica (Las leyes de la termodinámica), regia di Mateo Gil (2018)
- Goleador - Il mistero degli arbitri addormentati (Los futbolísimos), regia di Miguel Ángel Lamata (2018)
- Superlópez, regia di Javier Ruiz Caldera (2018)
- 70 Binladens - Le iene di Bilbao (70 Binladens), regia di Koldo Serra (2018)
- Durante la tormenta, regia di Oriol Paulo (2018)
- Soinujolearen semea, regia di Fernando Bernués (2018)
- Buffalo Kids, regia di Juan Jesús García Galocha e Pedro Solís García (2024)